# Jabiru
Jabiru ili žabiru (lat. Jabiru mycteria) ptica je iz porodice roda. Obitava na prostoru od Meksika do Urugvaja. Najveće populacije su u Pantanalu u Brazilu i Gran Chacu u Paragvaju.
Najviša je ptica koja može letjeti u Sjevernoj i Južnoj Americi. U tom području ima drugi najveći raspon krila nakon andskog kondora. Žabiru je barska ptica, ima goli vrat crne boje, crven pri dnu. Perje je bijelo, a noge su crne. Može narasti do 140 cm i težiti do osam kg. Kljun je dug 25-35 cm, crn i vrlo jak. Ženka je obično manja od mužjaka. Zbog svoje ljepote, privlači pozornost turista, koji zalaze u Pantanal.
Stanište su joj rubovi rijeka, gdje ima ležećih stabala. Tamo se i gnijezdi u skupinama, ponekad u društvu čaplji i drugih ptica. Ženka polaže dva do pet bijelih jaja.
Njihova hrana sastoji se od ribe, mekušaca, gmazova, kukaca, pa čak i malih sisavaca. Također se hrani mrtvom ribom, pomaže kako bi se spriječilo truljenje ribe, koja ugiba od nedostatka kisika u vrijeme suše.

## Vanjske poveznice
|  | Zajednički poslužitelj ima stranicu o temi Jabiru mycteria    |
|  | Zajednički poslužitelj ima još gradiva o temi Jabiru mycteria |
|  | Wikivrste imaju podatke o taksonu Jabiru mycteria             |